# Charles Fefferman
Charles Fefferman (Washington, 18 aprile 1949) è un matematico statunitense, vincitore della medaglia Fields nel 1978 e del Premio Wolf per la matematica nel 2017, conosciuto per i suoi contributi in analisi matematica.

## Biografia
Bambino prodigio, Fefferman scrive il suo primo articolo scientifico a 15 anni, e ottiene il PhD a 20 a Princeton, sotto la supervisione di Elias Stein. Diviene poi professore all'università di Chicago all'età di 22 anni, e a 24 torna a Princeton. Vince l'Alan T. Waterman Award nel 1976 e la medaglia Fields nel 1978 per i suoi lavori in analisi matematica. Ulteriori riconoscimenti da lui ottenuti sono il premio Salem, il Bôcher Memorial Prize e il Bergman Prize.
Fefferman ha contribuito con importanti risultati nel campo dell'analisi complessa multidimensionale, trovando generalizzazioni di risultati a dimensioni inferiori.